# Esquerda (política)
No espectro político, a esquerda se caracteriza pela defesa de uma maior igualdade social. Normalmente, envolve uma preocupação com os cidadãos que são considerados em desvantagem em relação aos outros e uma suposição de que há desigualdades injustificadas que devem ser reduzidas ou abolidas.
Os termos "direita" e "esquerda" foram criados durante a Revolução Francesa (1789–1799), e referiam-se ao lugar onde políticos se sentavam no parlamento francês, os que estavam sentados à direita da cadeira do presidente parlamentar eram amplamente favoráveis ao Ancien Régime.
O uso do termo "esquerda" tornou-se mais proeminente após a restauração da monarquia francesa em 1815 e foi aplicado aos "Independentes". Mais tarde, o termo foi aplicado a uma série de movimentos sociais, especialmente o republicanismo, o socialismo, o comunismo e o anarquismo.  Atualmente, o termo "esquerda" tem sido usado para descrever uma vasta gama de movimentos, incluindo o movimentos pelos direitos civis, movimentos antiguerra e movimentos ambientalistas.

## História
Na política, o termo "esquerda" deriva da Revolução Francesa: quando, a 28 de Agosto de 1789, se discutiu na Assembleia Nacional Constituinte a questão do direito de veto do rei, os deputados que se opunham à proposta sentaram-se à esquerda do assento do presidente, iniciando-se o costume dos deputados radicais do Terceiro Estado se identificarem com essa posição.
Um deputado, o Barão de Gauville explicou:
| “ | Nós começamos a nos reconhecer uns aos outros: aqueles que eram leais à religião e ao rei ficaram sentados à direita, de modo a evitar os gritos, os juramentos e indecências que tinham rédea livre no lado oposto. | ” |

No entanto, a direita se pôs contra a disposição dos assentos, porque acreditavam que os deputados devessem apoiar interesses particulares ou gerais, mas não formar facções ou partidos políticos. A imprensa contemporânea, ocasionalmente, usa os termos "esquerda" e "direita" para se referir a lados opostos ou que se opõem.
Ao longo do século XIX na França, a principal linha divisória de Esquerda e Direita foi entre partidários da República e partidários da Monarquia.
A Revolta dos Dias de Junho durante a Segunda República foi a tentativa da esquerda de afirmar-se após a Revolução de 1848, mas poucos da população (ainda predominantemente rural) apoiaram tal esforço.
Após o golpe de estado de Napoleão III em 1851 e o subsequente estabelecimento do Segundo Império, a esquerda foi excluída da arena política e se focou na organização dos trabalhadores e o trabalho dos ideólogos pensadores sobre essas classes. O crescente movimento operário francês consistia em diversas vertentes segundo os diversos pensadores e ideólogos; o marxismo começou a se rivalizar com o republicanismo radical e o "socialismo utópico" de Saint-Simon e Charles Fourier e o anarquismo de Proudhon, com o qual Karl Marx havia se desiludido. A maioria dos católicos praticantes continuaram a votar de maneira conservadora, enquanto que os grupos que foram receptivos à revolução de 1789 começaram a votar nos movimentos socialistas. Nos Estados Unidos e no Reino Unido, muitos esquerdistas, sociais liberais, progressistas e sindicalistas foram influenciados pelos trabalhos de Thomas Paine, que introduziu o conceito de igualitarismo baseado em ativos, que teoriza que a igualdade social é possível através da redistribuição dos recursos, geralmente sob a forma de capital concedido aos indivíduos que atingirem a maioridade.
A partir da segunda metade do século XIX, a esquerda ideológica iria se referir cada vez mais a diferentes correntes do socialismo e do comunismo. Particularmente influente foi a publicação do Manifesto Comunista por Marx e Friedrich Engels em 1848, que afirmava que a história de todas as sociedades humanas existentes até então era a história da luta de classes. Ele previa que uma revolução proletária acabaria por derrubar a sociedade burguesa e, através da abolição da propriedade privada, criaria uma sociedade sem classes, sem Estado, e pós-monetária. A Associação Internacional dos Trabalhadores (1864–76), às vezes chamada de Primeira Internacional, reuniu representantes de diversos países, e de diferentes grupos de esquerda e organizações sindicais. Alguns contemporâneos de Marx defendiam ideias semelhantes, mas não concordavam com sua visão de como chegar a uma sociedade sem classes e sem Estado. Após a cisão entre os grupos ligados a Marx e Mikhail Bakunin na Primeira Internacional, os anarquistas formaram a Associação Internacional dos Trabalhadores.
A Segunda Internacional (1888–1916) acabou sendo dividida pela questão do apoio ou oposição à Primeira Guerra Mundial. Aqueles que se opuseram à guerra, como Lênin e Rosa Luxemburgo, voltaram-se mais à esquerda do que o resto do grupo. Fora deste embate, o movimento socialista dividiu-se em social-democratas e comunistas. Na década de 1960, com as convulsões políticas da ruptura sino-soviética e de Maio de 1968 na França, os pensadores da "Nova Esquerda" se definiram como mais críticos, do discurso marxista e marxista-leninista (rotulado de "velha esquerda").
Nos Estados Unidos, a expressão "esquerda" foi usada para descrever aqueles que apoiaram os sindicatos, o Movimento dos direitos civis dos anos 60 e o movimento antiguerra do Vietnam. Mais recentemente, nos Estados Unidos, "de esquerda" e "de direita", muitas vezes, têm sido usados como sinônimos para o "democrata" e "republicano", ou como sinônimos do Liberalismo social e conservadorismo, respectivamente.
Na década de 1990, se acelerou, em todo o continente, a conversão dos partidos socialistas europeus para o liberalismo social, notavelmente no que diz respeito ao Partido trabalhista britânico, sob a liderança de Tony Blair, e os sociais-democratas alemães sob Gerhard Schröder. O blairismo abraçou uma terceira via no campo econômico, combinando ideias econômicas liberais com o progressismo social desprovido da aspiração igualitária tornando-se uma das mais poderosas força da centro-esquerda europeia. Outra linha do socialismo europeu representado na época foi o de Lionel Jospin, então chefe de governo francês, que era abertamente menos liberal. Entretanto, tal conjuntura não estava destinada a durar. Após a crise econômica de 2008 e o consequente descrédito do modelo neoliberal trouxe consecutivos revezes políticos ao partido, e logo a plataforma de Blair perdeu seu protagonismo no Reino Unido. Em nova eleição interna do partido, a vitória esmagadora de Jeremy Corbyn (o mais radical dos trabalhistas), recuperou quase todas as bandeiras tradicionais do Labour Party.

## Vertentes
O espectro da esquerda política varia da centro-esquerda à extrema-esquerda. O termo "centro-esquerda" descreve uma posição ligada à política tradicional. Os termos "extrema-esquerda" e "ultraesquerda" se referem a posições mais radicais, como os grupos ligados ao trotskismo e comunismo de conselhos. Dentre os grupos de centro-esquerda, estão os social-democratas, progressistas e também alguns socialistas democráticos e ambientalistas, esses no sentido tradicional. O centro-esquerda aceita a alocação de recursos no mercado de uma economia mista, com um setor público significativo e um setor privado próspero.
O conceito de esquerda política não deve ser confundido com o de "esquerdismo", termo usado por Lênin no ensaio "Esquerdismo, doença infantil do comunismo" (1920) para designar as correntes oposicionistas dentro da Terceira Internacional que defendiam a revolução pela ação direta do proletariado, sem a mediação de partidos políticos e sindicatos ou que recusavam a via parlamentar e as alianças do partido comunista com outros partidos progressistas visando à participação em "eleições burguesas". Quase nenhum dos partidos de esquerda atualmente existentes é "esquerdista" nesse sentido.

## Posições

### Economia
Ao longo da sua história, a esquerda tem estado associada a distintos sistemas económicos:
- Sobretudo no século XIX, a esquerda republicana e o liberalismo "radical" defendiam (ou pelo menos aceitavam) o liberalismo económico (sobretudo contra os privilégios "feudais" e mercantilistas). Também alguns anarquistas individualistas (p.ex., Benjamin Tucker) consideravam-se como continuadores do "liberalismo de Manchester", sendo da opinião que só era possível haver rendimentos do capital devido à intervenção do Estado.[27]
- Nos partidos de esquerda ligados à Internacional Socialista (e também os sociais-liberais), é comum a defensa de uma economia mista, combinando o keynesianismo, o Estado de bem-estar social e algumas formas de democracia industrial para limitar o que consideram serem os problemas do capitalismo, mas continuando a manter grande parte da economia no sector privado. Como exemplos desta política, temos os países nórdicos e o New Deal nos Estados Unidos.
- Parte da esquerda defende a nacionalização em larga escala e a economia planificada. Tais ideias foram a inspiração para a construção do chamado "socialismo real" na URSS e nos países do Bloco de Leste, tendo ao longo do século XX expandido-se para um vasto número de países (ex.: Cuba, Etiópia, China), nomeadamente no quadro do marxismo-leninismo. A partir sobretudo de 1989, a maior parte dos países com economias de direção central teve uma viragem no sentido de uma maior liberalização económica e por vezes também política.
- Os socialistas de mercado, cooperativistas e mutualistas se baseiam em uma economia de mercado socializada (propriedade coletiva), dominada por empresas auto-gestionadas, voluntárias e cooperativas, com base na democracia econômica e industrial. Enquanto os socialistas de mercado podem apoiar um Estado de bem-estar social, os mutualistas têm posicionamentos libertários.
- Socialistas libertários, comunistas de conselhos, anarquistas e alguns Humanistas acreditam em uma economia descentralizada dirigida por sindicatos, conselhos de trabalhadores, cooperativas, municípios e comunas, e se opõem ao governo e ao controle privado da economia, preferindo um controle local, na qual uma nação de regiões descentralizadas são unidas em uma confederação ou uma Nação Humana Universal. Também a "Nova Esquerda" associada à contestação e à contracultura da década de 1960 defendia posições nessa linha.

Com os limites acima referidos, pode-se dizer que desde o início do século XX, a esquerda foi associada a políticas que defendiam a intervenção do governo extensa na economia. Entretanto, tal definição ignora posições flagrantemente antiestatistas sustentadas por algumas correntes da esquerda política, como é o caso do Anarquismo — bem como o fato de que os estágios finais do comunismo preveem a abolição do próprio estado proletário.
Parte da esquerda acredita na economia marxista, que é baseada nas teorias econômicas de Karl Marx. Alguns distinguem as teorias econômicas de Marx a partir de sua filosofia política, argumentando que a abordagem de Marx para a compreensão da economia é independente de sua defesa do socialismo revolucionário ou sua crença na inevitabilidade da revolução proletária.
A economia marxista não se apoia exclusivamente em Marx mas abrange a partir de uma variedade de fontes marxistas e não-marxistas. A "ditadura do proletariado" ou "Estado de trabalhadores" são termos usados por marxistas para descrever o que eles veem como um estado temporário entre a sociedade capitalista e a comunista.
De acordo com Barry Clark:
| “ | Os esquerdistas… afirmam que o desenvolvimento humano floresce quando os indivíduos se envolvem em relações de cooperação, de respeito mútuo que podem prosperar somente quando as diferenças excessivas de status, poder e riqueza são eliminados. De acordo com os esquerdistas, uma sociedade sem igualdade substancial irá distorcer o desenvolvimento não só de pessoas depravadas, mas também daqueles cujos privilégios minam sua motivação e sentido de responsabilidade social. Esta supressão do desenvolvimento humano, em conjunto com o ressentimento e o conflito gerado por diferenças afiadas de classe, acabarão por reduzir a eficiência da economia. | ” |

O Global justice movement ou "Movimento antiglobalização" protesta contra a globalização econômica corporativa, devido às suas supostas consequências negativas para os pobres, os trabalhadores, o meio ambiente e as pequenas empresas.

### Ambientalismo
Tanto Karl Marx quanto o socialista William Morris tiveram uma preocupação com as questões ambientais.
De acordo com Marx:
| “ | Mesmo uma sociedade inteira, uma nação, ou todas as sociedades simultaneamente existentes em conjunto… não são proprietários da terra. Eles são simplesmente os seus possuidores, seus beneficiários e tem que transmiti-la em um estado melhor para as gerações seguintes. | ” |

Após a Revolução Russa, os cientistas ambientais, como Alexander Bogdanov e a organização Proletkult, se esforçaram para incorporar o ambientalismo ao bolchevismo, e "integrar a produção às leis e limites naturais" na primeira década  soviética. Antes de Joseph Stalin atacar os ecologistas e a ciência da ecologia, ele expurgou ambientalistas e promoveu a pseudociência de Trofim Lysenko. Da mesma forma, Mao Zedong rejeitou o ambientalismo e acreditava que, com base nas leis do materialismo histórico, toda a natureza deve ser colocada a serviço da revolução.
A partir de 1970, o ambientalismo tornou-se uma preocupação crescente da esquerda, com movimentos sociais e alguns sindicatos em campanha sobre questões ambientais. Por exemplo, a Builders Labourers Federation da Austrália, liderada pelo comunista Jack Mundy, se uniu aos ambientalistas para boicotar projetos de desenvolvimento ambientalmente destrutivos. Alguns segmentos da esquerda socialista e marxista conscientemente fundiu o ambientalismo e o anticapitalismo em uma ideologia eco-socialista. Barry Commoner articulou uma resposta de esquerda para o modelo "Os Limites do Crescimento" que previu o catastrófico esgotamento de recursos e um estímulo ao ambientalismo, postulando que as tecnologias capitalistas foram as principais responsáveis pela degradação ambiental, em oposição às pressões da população. A degradação ambiental pode ser vista como uma questão de classe ou equidade, já que a destruição ambiental afeta desproporcionalmente as comunidades e países mais pobres.
Vários grupos de esquerda ou socialistas têm uma preocupação ambiental evidente, ao passo que vários partidos verdes contêm uma presença socialista forte. Por exemplo, o Partido Verde da Inglaterra e do País de Gales possuem um grupo eco-socialista, a Esquerda Verde, que foi fundada em junho de 2005 e cujos membros realizam uma série de posições influentes dentro do partido, incluindo o ex-diretor Speakers Siân Berry e Dr. Derek Wall, um acadêmico eco-socialista e marxista.
O socialista presidente da Bolívia Evo Morales ligou a degradação ambiental ao consumo. Ele disse:
| “ | A Terra não tem o suficiente para o Norte viver cada vez melhor, mas tem o suficiente para todos nós vivermos bem. | ” |

James Hansen, Noam Chomsky, Raj Patel, Naomi Klein, The Yes Men e Dennis Kucinich tiveram opiniões semelhantes.
No século XXI, as questões sobre o meio ambiente tornaram-se cada vez mais politizadas, com a esquerda em geral, aceitando as conclusões da maioria dos cientistas ambientais sobre a origem antropogénica do aquecimento global e defendido políticas para o reduzir. Muitos na direita opõem-se, seja por discordarem ou rejeitarem essas conclusões, seja por duvidarem da efetividade das soluções propostas (nomeadamente, em termos da relação custo/benefício).
No entanto, a esquerda ainda se divide sobre como reduzir eficazmente e reduzir igualmente as emissões de carbono — a centro-esquerda, muitas vezes defende uma confiança nas medidas de mercado, tais como comércio de emissões ou imposto sobre o carbono, enquanto aqueles mais à esquerda tendem a apoiar regulamentação e intervenção governamental direta.

### Nacionalismo e antinacionalismo
A questão da nacionalidade e do nacionalismo têm sido uma característica central do debate político da esquerda. Durante a Revolução Francesa, o nacionalismo foi uma política da Esquerda Republicana. A esquerda republicana defendia o nacionalismo cívico, e argumentou que a nação é um "plebiscito diário" formado pela subjetiva "vontade de viver juntos". Relacionado ao "revanchismo francês", a vontade beligerante de se vingar contra do Império Alemão e retomar o controle de Alsácia-Lorena, o nacionalismo foi, por vezes, contra o imperialismo. Na década de 1880, houve um debate entre aqueles que, como Georges Clemenceau (Radical), Jean Jaurès (socialista) e Maurice Barrès (nacionalista), argumentaram que o colonialismo desviou a França da "linha azul do Vosges" (referindo-se a Alsácia-Lorena), e o " lobby colonial", como Jules Ferry (moderado republicano), Léon Gambetta (republicano) e Eugène Etienne, o presidente do grupo parlamentar colonial. Após o Caso Dreyfus no entanto o nacionalismo tornou-se cada vez mais associado à extrema-direita.
O internacionalismo proletário se considerou um impedimento contra a guerra, porque as pessoas com um interesse comum são menos propensas a pegar em armas umas contra as outras, em vez disso elas se focaram na luta contra a classe dominante. De acordo com a teoria marxista, o antônimo do internacionalismo proletário é o nacionalismo burguês. Alguns marxistas, junto com os outros na esquerda, viram o nacionalismo, o racismo (inclusive o anti-Semitismo) e a religião, como estratégia de dividir para conquistar utilizada pelas classes dominantes para impedir a classe operária de se unir contra eles. Os movimentos de esquerda, portanto, muitas vezes tiveram posições anti-imperialistas.
O anarquismo desenvolveu uma crítica do nacionalismo que incide sobre o papel do nacionalismo em justificar e consolidar o poder e dominação do Estado. Através de sua meta de unificação, o nacionalismo se esforça para a centralização, ambos em territórios específicos e uma elite dominante de indivíduos, ao mesmo tempo que prepara a população para a exploração capitalista. Dentro do anarquismo, este assunto tem sido tratado exaustivamente por Rudolf Rocker em Nationalism and Culture e nos trabalhos de Fredy Perlman, como em Against His-Story, Against Leviathan e The Continuing Appeal of Nationalism.

### Religião
A Esquerda francesa original é anticlero, opondo-se à influência da Igreja Católica e apoiando a separação Igreja-Estado.
As crenças religiosas também foram associadas a alguns movimentos de esquerda, como o movimento pelos direitos civis e o movimento anti-pena de morte. Os primeiros pensadores socialistas, como Robert Owen, Charles Fourier e o Conde de Saint-Simon, basearam suas teorias do socialismo nos princípios cristãos. De De Civitate Dei de Santo Agostinho de Hipona até Utopia de São Tomás Moro, os principais escritores cristãos defendiam ideias que os socialistas consideravam agradáveis. Outras preocupações esquerdistas comuns como o pacifismo, a justiça social, a igualdade racial, os direitos humanos e a rejeição da riqueza excessiva podem ser encontradas na Bíblia.
No final do século XIX, surgiu o movimento do Evangelho Social (particularmente entre alguns Anglicanos, Luteranos, Metodistas e Batistas na América do Norte e na Grã-Bretanha) tentou integrar o pensamento progressista e socialista com o Cristianismo no ativismo social baseado na fé, promovido por movimentos como Socialismo cristão. No século XX, a teologia da libertação e a espiritualidade da criação foi defendida por escritores como Gustavo Gutierrez e Matthew Fox.[carece de fontes?]
No âmbito da esquerda marxista, não há uma ampla gama de análises a respeito da questão religiosa. Os autores marxistas raramente se interrogaram sobre as condições de formação e de distribuição das opiniões religiosas, levando a poucas análises sobre as funções da religião e de suas relações com a estrutura econômica. Lenin, em sua publicação "O Socialismo e a Religião" para o jornal bolchevique Novata Jizn, diz:
| “ | A unidade da luta realmente revolucionária da classe oprimida pela criação do paraíso na terra é mais importante para nós do que a unidade de opiniões dos proletários sobre o paraíso no céu. | ” |

A religião teve um papel importante nas reivindicações da esquerda da América Latina, como a abordagem da teologia da libertação que envolvia análises socioeconômicas com "preocupação social com os pobres e a libertação política dos povos oprimidos". No Brasil, a liberdade de culto foi garantida através de uma emenda constitucional proposta por pelos deputados constituintes do Partido Comunista Brasileiro Jorge Amado e Carlos Marighella em 1946.

### Costumes
Integrantes da esquerda costumam ser liberais nos costumes, alinhando-se a alguns grupos libertários de direita. Os liberais costumam aprovar a regulamentação da união civil homossexual, a descriminalização do aborto, a legalização das drogas e outros temas controversos.
Há, porém, aqueles que, embora defendam propostas de esquerda em relação à economia e à política, são conservadores nos costumes. No Brasil, a esquerda ligada à igreja católica ou às igrejas evangélicas tende a assumir posições conservadoras com relação aos costumes, como a ex-governadora do Rio de Janeiro, Benedita da Silva, e outros ligados a movimentos religiosos e sociais.